# Zdravko Pevec
Zdravko Pevec (Donji Mosti kod Bjelovara, 1960.) - hrvatski poduzetnik
Rodio se u Donjim Mostima kod Bjelovara 1960. godine. Nakon osnovne i srednje škole radio je kao komercijalist zadužen za prodaju traktorskih dijelova servisima u tvornici traktora „Tomo Vinković“ u Bjelovaru. Otvorio je servis za traktore iz kojeg je nastala i trgovina. Tvrtku "Pevec" osnovao je 1990. godine sa suprugom Višnjom. Godine 1995. u Sesvetama otvara prvu poslovnicu koja se nalazila izvan Bjelovara. Najveću ekspanziju tvrtka doživljava 2000. godine širenjem trgovačkih centara u: Zagrebu, Splitu, Koprivnici i Kutini, a iste godine ih je Županijska komora Bjelovar nagradila „Zlatnom kunom” za najuspješnije trgovačko društvo.
Tvrtka "Pevec" u svom najboljem razdoblju zapošljavala je četiri tisuće ljudi, posjedovala 18 trgovačkih centara te ostvarivala tri i pol milijarde kuna prometa godišnje. Otvorili su se trgovački centri i izvan Hrvatske u Bosni i Hercegovini, Srbiji i Sjevernoj Makedoniji. Poslovanje se proširilo i na druge djelatnosti kao što su: logistika, transport, građevinarstvo. Do 2009. tvrtka je postala najveći transportni prijevoznik u Hrvatskoj s 500 kamiona uzetih na leasing. Osnovan je "Pevec radio". Kupljen je i obnovljen hotel "Picok" u Đurđevcu. U poslovnoj zoni Lepirac u predgrađu Bjelovara u prosincu 2007. Zdravko Pevec je uz nazočnost tadašnje bjelovarske gradonačelnice Đurđe Adlešić položio kamen temeljac za gradnju poslovnog, edukacijskog, trgovačkog, distribucijskog i servisnog centra Pevec – Lepirac gdje je namjeravao smjestiti i upravu grupe Pevec, no podignute su samo četiri diletacije te izgrađeno parkiralište i pristupne ceste.
Zbog velikih dugova, blokade računa i neisplate plaća, proglašen je stečaj 2009. godine. Tvrtka je nastavila uspješno poslovati pod imenom "Pevex" i pod drugim vlasnicima, dobavljači su dugove pretvorili u vlasničke udjele.
Nakon suđenja, koje je počelo 2010. godine, supružnici Pevec proglašeni su krivima za nepripadnu korist od četiri milijuna kuna na štetu tvrtke. Zdravko Pevec je kao odgovorna osoba osuđen i jer je utajom poreza u „Pevecu” državni proračun oštetio za gotovo 27 milijuna. Osuđen je na dvije godine i deset mjeseci zatvora, a polovica kazne preinačena je u uvjetnu. Višnja Pevec osuđena je na godinu dana zatvora, a kazna joj je zamijenjena radom za opće dobro.
Nakon odsluženja kazne, upustio se ponovno u poduzetničke vode u maloj obiteljskoj tvrtki.